# 莱莫尼斯
莱莫尼斯（西班牙語：Lemóniz）是西班牙巴斯克自治区比斯开省的一个市镇。总面积14平方公里，总人口886人（2001年），人口密度63人/平方公里。